# مانوئل ولاسکس
مانوئل ولاسکس (اسپانیایی: Manuel Velázquez‎؛ ۲۴ ژانویهٔ ۱۹۴۳ – ۱۵ ژانویهٔ ۲۰۱۶) یک بازیکن فوتبال اهل اسپانیا بود.
از باشگاه‌هایی که در آن بازی کرده‌است می‌توان به رئال مادرید کاستیا، رئال مادرید، رایو وایکانو و تیم ملی فوتبال اسپانیا اشاره کرد.